# فاناسثاليبورام
فاناسثاليبورام (بالإنجليزية: Vanasthalipuram)‏ هي منطقة سكنية تقع في الهند في رانجاردي. يقدر عدد سكانها بـ 290,591 نسمة .